# Абдуллаев, Рашад Гахраман оглы
Раша́д Гахрама́н оглы́ Абдулла́ев (азерб. Abdullayev Rəşad Qəhrəman oğlu; род. 1 октября 1981, Баку) — азербайджанский футболист. Амплуа — полузащитник.

## Биография
Футболом начал заниматься с 13 лет в ДЮСШ города Баку. Первые тренеры — Исмаил Алиев и Беюкага Аббасов.
Профессиональную футбольную карьеру начал в 1998 году с выступления в университетской команде «Хазар Университети», переименованной затем в «Интер». Играл также в клубе премьер-лиги Азербайджана «Хазар-Ленкорань».
В составе клуба «Хазар-Ленкорань» становился чемпионом и обладателем кубка Азербайджана, а также победителем Кубка чемпионов Содружества 2008 года.
В 2009—2012 годах защищал цвета клуба «Нефтчи».

## Достижения
- Чемпион Азербайджана: 2011/12

## Сборная Азербайджана
Защищал цвета молодёжной сборной Азербайджана.
Впервые был призван в национальную сборную Азербайджана в 2004 году. Всего в составе сборной провёл 10 игр.